# Undersökning av en medborgare höjd över alla misstankar
Undersökning av en medborgare höjd över alla misstankar (italiensk originaltitel: Indagine su un cittadino al di sopra di ogni sospetto) är en italiensk kriminal-dramafilm från 1970 i regi av Elio Petri. Filmen belönades bland annat med Juryns stora pris vid filmfestivalen i Cannes och en Oscar för bästa utländska film.

## Om filmen
Filmen utgör den första delen av en trilogi ("trilogia della nevrosi") som skildrar olika samhällsproblem i Italien i början av de så kallade blyåren. Trilogins övriga delar är Arbetarklassen kommer till paradiset (1971) och Egendom är inte längre stöld (1973). 
Petri ville göra en film om den italienska polisen som exempel på en samhällsinstitution som lider av ett slags institutionell schizofreni genom att den både utövar och missbrukar makt och ofta sätter sig över demokratins spelregler samt de lagens bestämmelser den är skapad för att verkställa. Under hela efterkrigstiden hade ingen polis i Italien ställts till svars för något av de många dödsfall i vilka poliser varit inblandade, främst i samband med strejker och politiska demonstrationer. Petri ville med sin film skildra de mekanismer genom vilka en institution som utövar offentlig makt skyddar sina anställda och därmed också sig själv som en legitim organisation. Av det skälet bestämde han sig för att göra en film om en mordutredning, där gärningsmannen är en högt uppsatt polischef (Gian Maria Volonté) och därmed till den grad höjd över varje misstanke att inte ens de uppenbara bevis på sin skuld som han själv avsiktligt producerar kan få utredarna att gripa honom. Polischefen uppvisar genom sitt motsägelsefulla handlande tydliga symptom på samma neurotiska kluvenhet som hela organisationen lider av. Han vill att de brottsliga ska få sina rättmätiga straff men betvivlar samtidigt starkt att han själv kan befinnas skyldig till något, oavsett vad han gör.
Filmens beskrivning av polisiär verksamhet i politiska sammanhang blev även ett inlägg i en då pågående samhällsdebatt eftersom den skildrade dagsaktuella händelser och hade premiär endast en kort tid efter en mycket omdiskuterad incident, då anarkisten Giuseppe Pinelli 15 december 1969 föll ut genom ett fönster på polishögkvarterets fjärde våning i Milano och dog. Enligt den officiella versionen hoppade han ut, antingen för att fly eller för att begå självmord, men enligt vissa vänsterextrema grupper orsakades Pinellis död, direkt eller indirekt, av polisen i samband med förhör om bombdådet på Piazza Fontana som senare visade sig vara ett verk av högerextremister. Den ansvarige polischefen Luigi Calabresi, som blev mördad av vänsterxtremister 1972, kom i viss mån att identifieras med Volontés anonyma rollfigur (hans namn uppges aldrig) som i filmen innehar motsvarande tjänst i Rom. En av filmens scener där Volonté utan närvarande vittnen förhör en militant vänsterextremist, som under hela förhöret tvingas stå på knä och endast erbjuds saltvatten att dricka, kom att jämföras med polisförhören med Pinelli.
Filmen innehåller talrika referenser till olika författare, tidigare filmer och Italiens historia. Redan det faktum att huvudrollsinnehavaren Volontés far var en ledande fascist under Mussolinis regim kan ses som en sådan. En viktig biroll är rörmokaren, som blir en bricka i polischefens psykologiska spel, spelad av Salvo Randone som även spelade rörmokare, fast då som huvudroll, i Petris Ändstation (1962). Filmen avslutas med ett citat ur Franz Kafkas roman Processen: "Qualunque impressione faccia su di noi, egli è un servo della legge, quindi appartiene alla legge e sfugge al giudizio umano" (ungefär: "Oavsett vilket intryck han gör på oss, är han en lagens tjänare som således tillhör lagen och undkommer människors domsrätt.")

## Handling i huvuddrag
Filmen börjar med att chefen (Volonté) för kriminalpolisens mordrotel i Rom kommer på besök till sin älskarinna Augusta Terzi (Florinda Bolkan) som förväntar sig att de ska ha sex. Akten avbryts dock tidigt med att han plötsligt skär av hennes strupe med ett rakblad. Efter att ha duschat av sig blodet lämnar polischefen avsiktligt sina fingeravtryck flerstädes i lägenheten. Han vandrar också omkring i blod på golvet och lämnar tydliga skoavtryck. Avslutningsvis drar han av en tråd från sin slips och lämnar den under en av offrets fingernaglar. Därefter ringer han anonymt polisen för att anmäla mordet och lämnar sedan lägenheten med två flaskor champagne under armen och mordoffrets smycken i fickan. I porten möter han en av Augustas grannar, den kände vänsteraktivisten Antonio Pace (Sergio Tramonti), uppenbarligen utan att bekymra sig det minsta för att denne ser honom.
Det visar sig att champagneflaskorna är avsedda för skålande med kollegor av anledningen att polischefen samma dag har utnämnts till chef för den avdelning som utreder politiska brott. Mordet på Augusta Terzi blir därför det sista mordfall där han, efter skålandet, besöker brottsplatsen i egenskap av chef för mordutredarna. I så kallade flashbacks avslöjas under utredningens gång både hur polischefen har lärt känna Augusta och hur hans sammansatta motiv för att mörda henne successivt växt fram. En viktig del av motivet är att han har sett Augusta ha sex med Antonio Pace vilket stör honom mycket till skillnad från hennes sexuella relationer med andra män. Pace är nämligen militant ”revolutionär” som vill störta det samhällssystem polischefen identifierar sig med.
Under utredningen riktar polischefen först avsiktligt misstankarna mot Augustas homosexuelle exmake. Därefter lämnar han mordroteln för gott och en av hans första åtgärder på den nya tjänsten blir att testa den digitalisering av uppgifter om samhällsfarliga individer som påbörjats på avdelningen för politiska brott. Han väljer att undersöka om det finns sådana individer i samma hyreshus där Augusta bodde och datorn redovisar en sådan – Antonio Pace. Därefter går polischefen till sin närmaste överordnade för ett möte angående några rekvisitioner och tillstånd för telefonavlyssning varvid han i förbigående avslöjar att han har haft en relation med den mördade Augusta Terzi. Samtidigt konstaterar mordutredarna att fingeravtryck från deras före detta chef finns överallt i Augustas lägenhet, den första av flera ledtrådar som alla leder åt samma håll.
När utredarna tror att de har fått Augusta Terzis exmake till bekännelsens tröskel kommer deras förre chef på ett överraskande besök och håller ett kort förhör med den misstänkte, varefter han delger de andra sin uppfattning att mannen är helt oskyldig. För en bandspelare i sin lägenhet anförtror han därefter hemligheten att han lämnat tydliga ledtrådar på brottsplatsen enbart för att bevisa att han är ”omisstänkbar”. Nästa steg i den bevisföringen blir att med posten skicka ett paket till kriminalpolisen, innehållande Augustas smycken, mördarens sko och mordvapnet. Poststämpelns datum avslöjar att exmaken inte kan vara avsändare eftersom han redan var gripen när paketet skickades. En av de yngre utredarna, Biglia (Orazio Orlando), accepterar det direkt och talar samtidigt om för sin före detta chef att ett av spåren på mordplatsen är en tråd från en blå slips, en slips väldigt lik den som chefen hade på sig när han var på mordplatsen.
Avslöjandet om att Biglia vet om slipsen och i princip borde kunna dra den korrekta slutsatsen av det provocerar polischefen till hans nästa drag. Han kontaktar vid Pantheon en slumpmässigt utvald person (Salvo Randone), som visar sig vara rörmokare, och övertalar denne att för sin räkning köpa alla blå slipsar i den intilliggande affär där han vet att Augusta Terzi köpte den av mordutredarna eftersökta slipsen som present. Han behåller sedan en av de nya slipsarna och chockar därefter rörmokaren genom att beordra denne att som en god medborgare lämna in de övriga till polisen med upplysningen att han har fått dem av Augusta Terzis mördare. Han talar inte om att han är polis och när de senare återses i polishögkvarteret vågar den skräckslagne rörmokaren inte identifiera honom som slipsmannen. Slipsen som mordutredarna söker har polischefen vid det laget klippt sönder och spolat ner i sin WC.
Mordutredningen blir abrupt avbruten när en bomb detonerar inne i polishögkvarteret, en bomb som har placerats där av Antonio Pace i samband med att han upplysningsvis hördes om mordet. Polisen mobiliserar alla resurser och fyller flera bussar med misstänkta vänsterextremister som körs in till häktet. Efter ett långt och pressande förhör med en vän till Pace erkänner vännen att Pace är skyldig till bombdådet. Därefter förhör polischefen ensam Pace men inte om bomben utan om mordet på Augusta Terzi och försöker provocera Pace till att peka ut honom. Pace minns mycket väl att han mötte polischefen i porten efter mordet men säger att han inte vill bli angivare eftersom han menar att det är ”perfekt” med en kriminell chef för den politiska polisen. Pace som är helt ovetande om polischefens planer tror att han kan kontrollera situationen och polischefen låter honom bli kvar i den tron genom att försätta honom på fri fot.
Efter förhöret med Pace går polischefen in till sin efterträdare som mordrotelns chef, Mangani (Arturo Dominici), och överlämnar ett skriftligt erkännande att han har mördat Augusta Terzi. Därefter tar han bilen hem och lägger sig på sängen för att vila. Han glider in i en dröm där han ställs inför alla berörda chefer inom polisen som samlats hemma hos honom tillsammans med de mordutredare som borde ha kommit för att anhålla honom. I drömmen går han igenom alla de avsiktligt skapade bevis som kan fälla honom för mordet och de avfärdas ett efter ett med olika motargument från cheferna. Till sist går han med på att återta sitt erkännande med hänsyn till den skada ett mordåtal mot honom skulle orsaka hans kollegor och hela rättssystemet. När han vaknat från sin slummer verkar drömmen upprepas i verkligheten. Berörda chefer från polishögkvarteret anländer hem till honom tillsammans med Mangani och Biglia och inget gripande sker utan alla samlas till ett krismöte i vardagsrummet. Mötets huvudperson drar ner persiennerna för att hindra all insyn innan mötet börjar och där slutar filmen med en övergång via Kafka-citatet till eftertexterna.

## Medverkande i urval
- Gian Maria Volonté – Polisinspektör
- Florinda Bolkan – Augusta Terzi
- Salvo Randone – rörmokare
- Gianni Santuccio – Polismästare
- Orazio Orlando – Biglia
- Sergio Tramonti – Antonio Pace
- Arturo Dominici – Mangani
- Aldo Rendine – Nicola Panunzio

## DVD
Filmen finns på DVD i flera olika utgåvor, bl.a. av Lucky Red films med italiensk och engelsk språkversion på samma skiva men med undertexter endast på italienska.